# Tōwa Tei
Tōwa Tei (鄭 東和?, Tei Tōwa; Yokohama, 7 settembre 1965) è un disc jockey e produttore discografico giapponese.

## Biografia
Dal 1986 al 1996 ha fatto parte del gruppo statunitense Deee-Lite, lavorando come produttore e raggiungendo il successo col brano Groove Is in the Heart.
Nel 1994 ha realizzato il suo primo album Future Listening!. Nello stesso periodo si è trasferito dagli Stati Uniti dopo sette anni facendo ritorno in Giappone.
Nel corso della sua carriera ha collaborato con Kylie Minogue, Joi Cardwell, Bebel Gilberto, MC Kinky, Hiroshi Takano, Ryūichi Sakamoto, Haruomi Hosono, Satoshi Tomiie, Maki Nomiya e altri.
Nel 2002 ha pubblicato un album con lo pseudonimo Sweet Robots Against the Machine.
Nel 2021 si è occupato della colonna sonora dell'anime Super Crooks prodotto e distribuito da Netflix.

## Discografia

### Album studio
- 1995 - Future Listening!
- 1998 - Sound Museum
- 1999 - Sweet Robots Against the Machine
- 1999 - Last Century Modern
- 2002 - Towa Tei (come Sweet Robots Against the Machine)
- 2005 - Flash
- 2009 - Big Fun
- 2011 - Sunny
- 2013 - Lucky
- 2015 - Cute

### Raccolte
- 2004 - Motivation-Songs for Make Up
- 2004 - Motivation-Driving Sweets
- 2005 - Motivation3
- 2005 - Motivation4 -Dusty Dance Halls
- 2007 - Motivation Five
- 2008 - Motivation 7

### Singoli ed EP
- 1995 - Technova
- 1995 - Luv Connection
- 1997 - Happy (ハッピー) feat. Vivian Sessoms
- 1997 - Intro
- 1998 - GBI: German Bold Italic feat. Kylie Minogue
- 1998 - Butterfly feat. Ayumi Tanabe & Vivian Sessoms
- 1999 - Funkin' for Jamaica (N.Y.)
- 1999 - A Ring
- 1999 - Let Me Know feat. Chara
- 2000 - Kasei (火星) feat. Ikuko Harada
- 2005 - Sometime Samurai feat. Kylie Minogue
- 2006 - Koi no Upload (恋のアップロード)
- 2008 - N705i

### Remix album
- 1994 - Future Recall!
- 1995 - Future Recall! 2
- 1997 - Stupid Fresh
- 2000 - Lost Control Mix
- 2000 - Lost Control Mix 2
- 2003 - Re: Towa Tei (come Sweet Robots Against the Machine)
- 2006 - Flasher
- 2007 - Future Recall! 3
- 2012 - Mach 2012